# Därstetten
Därstetten est une commune suisse du canton de Berne, située dans l'arrondissement administratif de Frutigen-Bas-Simmental.

## Monuments et curiosités
- Église réformée Sainte-Marie qui dépendait du prieuré fondé par les seigneurs de Weissenburg à la fin du XIIe siècle L'édifice a été plusieurs fois remanié et contient des fresques de la première moitié du XIVe siècle.
- Maison Knutti au lieu-dit Moos. Édifiée en 1756, cette maison passe pour une des plus belles fermes d'Europe. Le premier étage, surmontant un étage maçonné et crépi formant cellier, repose sur des madriers. Une série de fenêtres disposées symétriquement et des frises sculptées et peintes animent le pignon. Des trois chambres d'habitation, celle dite du dimanche est peinte en style rococo. La cuisine centrale possède une cheminée ouverte.
- Les fermes de Wiler, à l'est de Därstetten, représentent comme la maison Knutti le type des maisons en bois du Simmental sur socle maçonné à structure mixte (poteaux, puis madriers).